# وسیلوو، بولگریا
وسیلوو، بولگریا (به لاتین: Vasilevo, Bulgaria) یک سکونتگاه مسکونی در بلغارستان است که در جنرال توشوو واقع شده‌است.